# Remo Bartalini
Pour les articles homonymes, voir Bartalini.
Remo Bartalini, né le 17 mars 1930 à Chiusdino en Toscane, est un coureur cycliste italien, professionnel de 1952 à 1958. 

## Palmarès
- 1951
  - Coppa Giulio Burci
- 1952
  - Grand Prix Indomita
  - La Spezia-Chiavari-La Spezia
- 1954
  - 3e de Sassari-Cagliari
- 1955
  - 7e du Tour de Lombardie

## Résultats sur les grands tours

### Tour d'Italie
4 participations
- 1953 : abandon
- 1954 : 51e
- 1955 : abandon
- 1957 : 50e